# Kuivaniemi
Kuivaniemi is een voormalige gemeente in de Finse provincie Oulu en in de Finse regio Noord-Österbotten. De gemeente had een totale oppervlakte van 929 km² en telde 2072 inwoners in 2003.
De gemeente is per 1 januari 2007 samengegaan met het naburige Ii. De nieuwe gemeente heet Ii.